# TFRC
Transferinski receptor 1 (TfR1, Klaster diferencijacije 71, CD71) je protein koji je kod ljudi kodiran TFRC genom. TfR1 je neohodan za prenos gvožđa vezanog za transferin u ćelije.

## Interakcije
formira interakcije sa GABARAP i HFE.